# Carmine Coppola
Carmine Coppola (Nova York, 11 de juny de 1910 - Northridge, Los Angeles, 26 d'abril de 1991) va ser un lletrista, compositor i pianista estatunidenc.
Va participar sobretot en les bandes originals de les pel·lícules El Padrí 2, El Padrí 3 i Apocalypse Now del seu fill Francis Ford Coppola.

## Biografia
Carmine va néixer a Nova York. És fill de Marie (nascuda Zasa) i d'Agostino Coppola.
Coppola toca la flauta i estudia a la Juilliard School després a l'escola de música de Manhattan. Durant els anys 1940, treballa per a Arturo Toscanini en l'orquestra simfònica de la NBC. Deixa l'orquestra el 1951 per compondre.
Durant aquest període, és director d'orquestra a Broadway i treballa amb el seu fill Francis Ford. Participa en la música de les pel·lícules El Padrí 2 i El Padrí 3, principalment composta per Nino Rota. Guanyen plegats l'Oscar a la millor banda sonora.

## Família
Carmine Coppola és el pare de Francis Ford Coppola, director de cinema oscaritzat sobretot per a El Padrí, i de Talia Shire, actriu coneguda per al seu paper d'Adrian en la saga Rocky. Té un altre fill, August Coppola, professor de literatura, pare de l'actor Nicolas Cage. És igualment l'avi de Sofia Coppola, filla de Francis Ford, directora com ell.
La seva dona, Italia Coppola, nascuda Pennino i filla del compositor napolità Francesco Pennino, va morir el 2004 a Los Ángeles.
El seu germà Anton Coppola és igualment compositor i director d'orquestra.
A la seva mort, el seu net Robert Schwartzman, líder del grup Rooney, es va «rebatejar» Robert Carmine per retre-li homenatge.

## Filmografia

### Compositor, music, ...
- 1960: Nebo zovyot d'Alexander Kozyr i Mikhail Karzhukov (música de la versió estatunidenca)
- 1962: Tonight for Sure de Francis Ford Coppola
- 1972: The People (TV) de John Korty
- 1972: El padrí (The Godfather) de Francis Ford Coppola (música addicional: només per l'escena del casament)
- 1974: El padrí II (The Godfather: Part II) de Francis Ford Coppola (música addicional, director d'orquestra)
- 1975: The Last Days (TV) de Vincent McEveety
- 1977: The Godfather: A Novel for Television (fulletó TV) de Francis Ford Coppola
- 1978: Mustang: The House That Joe Built (documental) de Robert Guralnick
- 1979: Apocalypse Now de Francis Ford Coppola (compost amb Francis Ford Coppola)
- 1979: The Black Stallion de Carroll Ballard
- 1983: Outsiders de Francis Ford Coppola
- 1986: Fills d'un déu menor (Children of a Lesser God) de Randa Haines (només compositor de "Godfather Mazurka")
- 1987: Jardins de pedra (Gardens of Stone) de Francis Ford Coppola
- 1988: Tucker: l'home i el seu somni (Tucker: The Man and His Dream) de Francis Ford Coppola (només compositor de "Tucker Jingle")
- 1989: Històries de Nova York (New York Stories) - segment "Life without Zoe" de Francis Ford Coppola
- 1989: Blood Red de Peter Masterson
- 1990: El padrí III (The Godfather: Part III) de Francis Ford Coppola
- 1990: El passerell (The Freshman) d'Andrew Bergman

### Actor
- 1962: El padrí de Francis Ford Coppola: el pianista (no surt als crèdits)
- 1976: Harry i Walter se'n van a Nova York (Harry and Walter Go to New York) de Mark Rydell: el director d'orquestra
- 1982: One from the Heart de Francis Ford Coppola: l'home en l'ascensor
- 1989: Històries de Nova York de Francis Ford Coppola, Martin Scorsese i Woody Allen: un músic al carrer
- 1990: El padrí III de Francis Ford Coppola: el líder del grup de música (no surt als crèdits)

## Premis i nominacions

### Premis
- 1975: Oscar a la millor banda sonora per El padrí II (compartit amb Nino Rota)[3]
- 1980: Globus d'Or a la millor banda sonora original per Apocalypse Now (compartit amb Francis Ford Coppola)

### Nominacions
- 1980: BAFTA a la millor música per Apocalypse Now (amb Francis Ford Coppola)
- 1980: Globus d'Or a la millor banda sonora original per The Black Stallion
- 1980: Grammy al millor àlbum de banda sonora escrita per cinema o la televisió per Apocalypse Now (amb Francis Ford Coppola)
- 1991: Oscar a la millor cançó original per El padrí III amb "Promise Me You'll Remember", composta per Carmine Coppola, interpretada per Harry Connick Jr. i escrita per John Bettis
- 1991: Globus d'Or a la millor banda sonora original per El padrí III
- 1991: Globus d'Or a la millor cançó original per El padrí III amb "Promise Me You'll Remember", composta per Carmine Coppola, interpretada per Harry Connick Jr. i escrita per John Bettis